# رياض ميلادي
رياض ميلادي باحث وكاتب تونسي متخصص في الحضارة العربية. هو جامعي تونسي ومدير قسم العربية بكلية الآداب والعلوم الإنسانية بصفاقس وباحث في الحضارة العربية الإسلامية، وفي شؤون الترجمة النظرية والعملية. ومن بين منشوراته: " الشريعة والقرآن بين الأصوليين القدامى ومنظري الإسلام السياسي المعاصرين" و" التجديد في قراءة تاريخ الفقه الإسلامي: آفاقه وحدوده" و حجيّة الكتاب وأسسها في المدوّنة الأصوليّة". وترجمته لكتاب "العدالة والعقاب في المتخيل الإسلامي خلال العصر الوسيط" للمؤلف كريستيان لانغ إلى العربية رشحت للقائمة القصيرة لفرع "الترجمة" لجائزة الشيخ زايد للكتاب لعام 2017.

## المؤلفات

### الترجمات[5][6][3]
- هل الشافعي هو أول من أرسى علم التشريع الإسلامي، حوليّات الجامعة التونسية، 2007.
- السلطة المذهبية: التقليد والتجديد في الفقه الإسلامي، دار المدار الإسلامي، 2007.
- أوليّة القرآن في أصول الفقه عند الشاطبي، بحوث جامعية، كلّيّة الآداب والعلوم الإنسانية بصفاقس، 2012.
- العدالة والعقاب في المتخيل الإسلامي خلال العصر الوسيط، دار المدار الإسلامي، 2016.
- نشأة الفقه وتطوّره في الإسلام، دار المدار الإسلامي، 2018.
- أصول الفقه المحمدي، دار المدار الإسلامي، 2018.

### المقالات[2]
- الشريعة والقرآن بين الأصوليّين القدامى ومنظّري الإسلام السياسي المعاصرين، 2013.
- التجديد في قراءة تاريخ الفقه الإسلامي: آفاقه وحدوده، 2018.
- حجيّة الكتاب وأسسها في المدوّنة الأصوليّة، 2018.
- مسالك الدلالة في أصول الفقه، 2018.
- عربيّة القرآن، 2019.
- الطّعن في حُجِّيّة الكتاب، 2019.
- بيانيّـــة النـصّ ونســبيّة الـــدلالـــة، 2019.